# Dortmunder Hansa

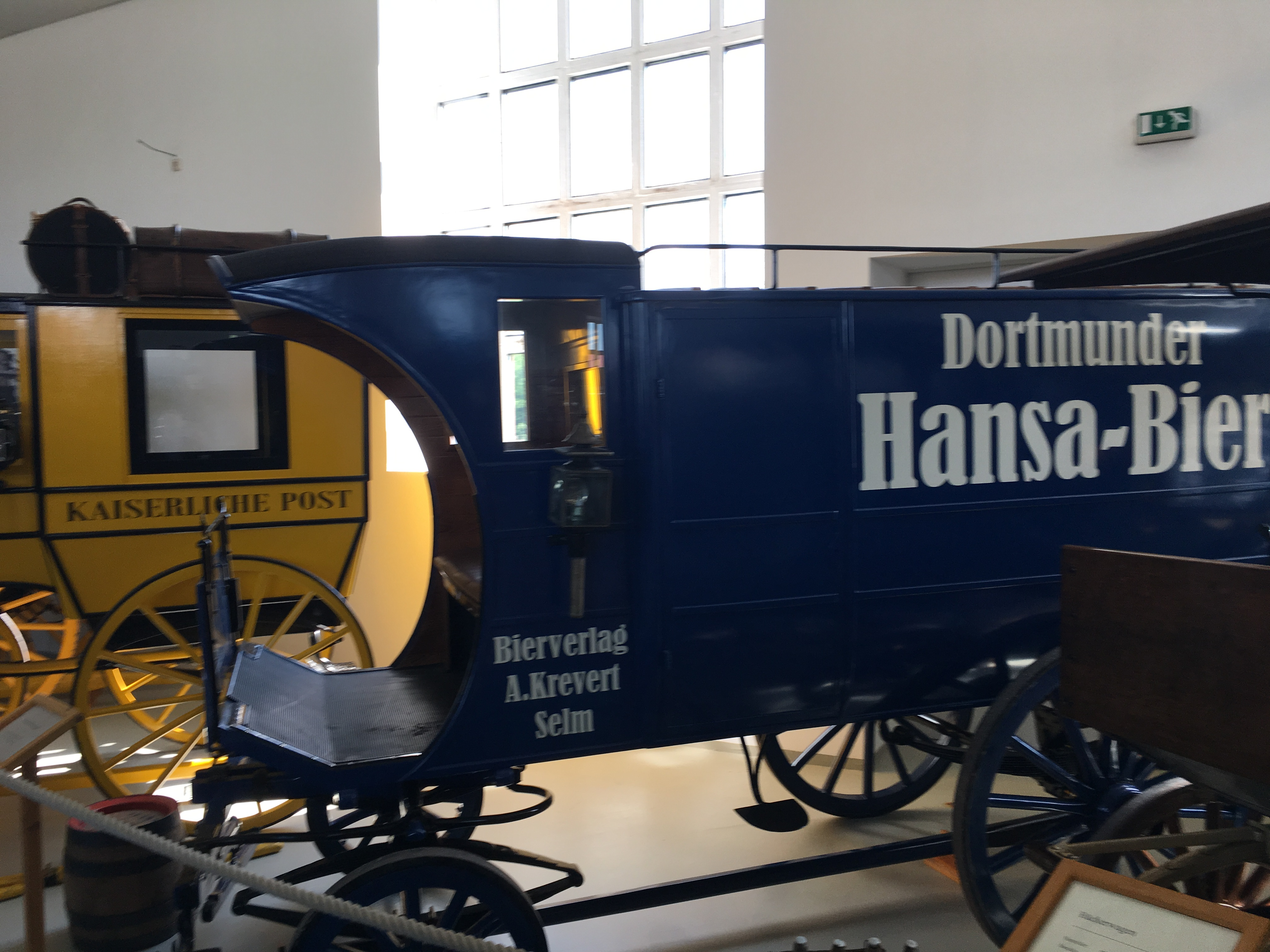
Bierwagen der Hansa-Brauerei im Mecklenburgischen Kutschenmuseum in Kobrow

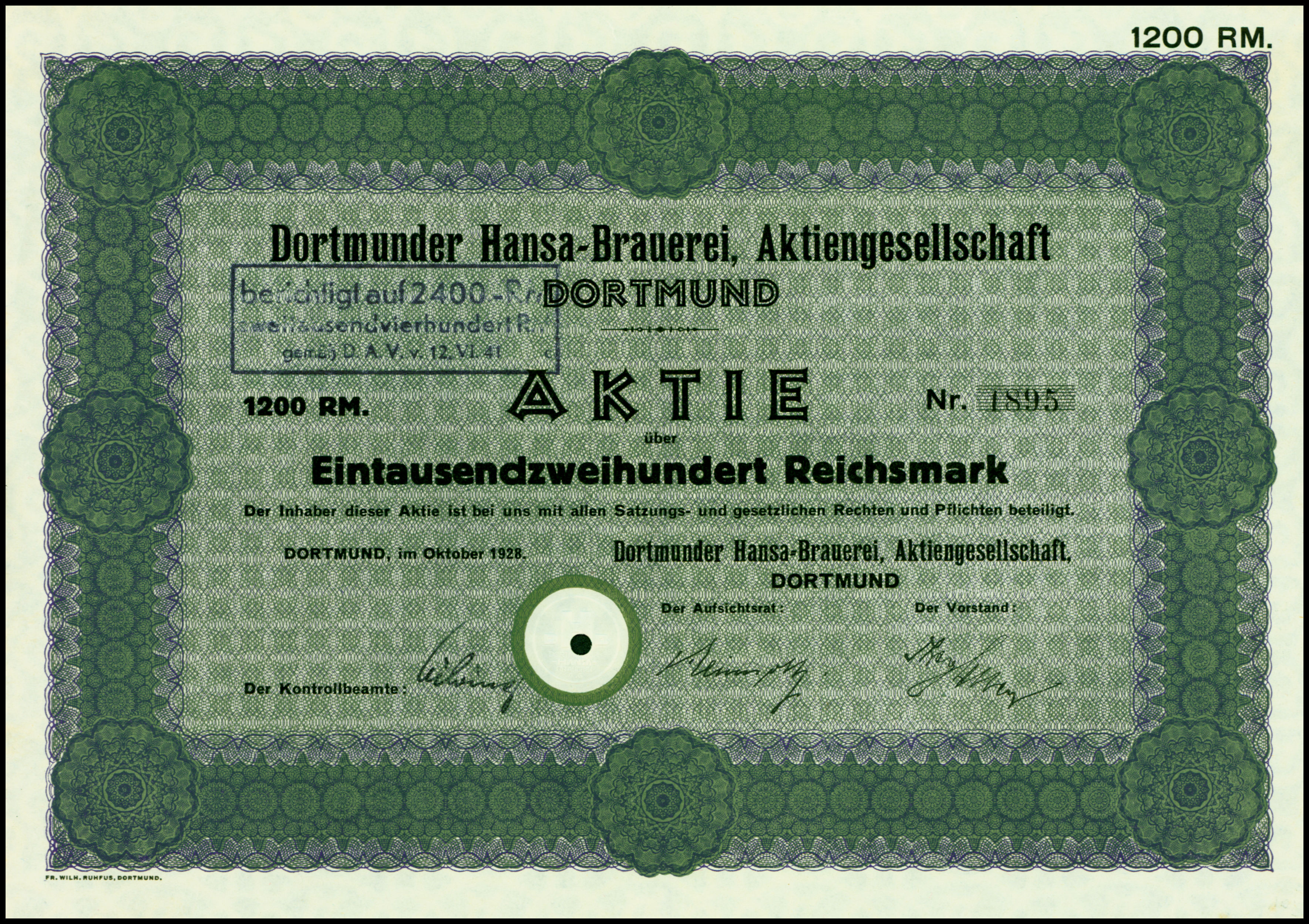
Aktie der Dortmunder Hansa-Brauerei AG vom Oktober 1928 über 1200 Reichsmark (RM)

Dortmunder Hansa ist ein Bier aus Dortmund, das im Auftrag der Dortmunder Hansa-Brauerei GmbH von der Dortmunder Actien-Brauerei gebraut wird. Hansa gibt es als Pils, Export und Alt. Davor gab es auch Malz, Kölsch, Hefeweizen und fertig gemischt als Radler und Cola-Mix. Hansa-Pils wird seit dem 1. Februar 1902 gebraut, war des billigen Preises wegen in den 1980er Jahren – neben dem Karlsquell-Bier von Aldi – das Kultbier der Punkrockbewegung in Deutschland, und erfreute sich auch in den 1990er Jahren vor allem bei Jugendlichen großer Beliebtheit.  Die ehemalige Hansa-Brauerei, vormals die um 1870 gegründete Dortmunder Borussia-Brauerei, befindet sich in der Dortmunder Nordstadt unweit des Borsigplatzes und dient heute als Sitz der Dortmunder Actien-Brauerei, die die Dortmunder Hansa 1971 übernommen hatte. Ferner ist dort das Dortmunder Brauerei-Museum beheimatet. Bis zum Beginn des 20. Jahrhunderts war an gleicher Stelle die Borussia-Brauerei angesiedelt, die Namensgeber des Dortmunder Fußballverein gleichen Namens gewesen sein soll und später in der Hansa-Brauerei aufging.
In Swakopmund in Namibia gab es einen Hansa-Ableger, der Bier nach dem Reinheitsgebot braute (siehe Namibia Breweries).

## Geschichte
1875 beschlossen Herman Tepel und Eduard Habich, die Bairisch Bierbrauerei im Dortmunder Norden zu gründen. 10 Jahre später eröffnete Habich dann die Dortmunder Borussia Brauerei. Diese wurde dann bald zu einer besonders bei Arbeitern in der Dortmunder Stahl- und Kohleindustrie beliebten Marke. Doch diese endete, als die Brauerei mit wirtschaftlichen Problemen kämpfen musste und der derzeitige Direktor, Habich jun., aufgrund der Schuldenberge beschloss, sein Leben zu beenden. 
Nach 1901 wurde das Unternehmen von dem Gläubiger-Konsortium der Brauerei übernommen und die Dortmunder Hansa-Brauerei am 12. Dezember 1901 gegründet. Theodor Heller übernahm von da an die Leitung. Obwohl der erst 29-jährige Heller mit 16 anderen Unternehmen aus der Region konkurrierte und das Aktienkapital noch nicht ganz ausgezahlt war, wurde die Braustätte kurz darauf modernisiert. Damit wurde die Firmenstruktur gefestigt, und bei Ausbruch des Ersten Weltkriegs steigerte sich die Bierproduktion auf 120.000 Hektoliter. Zu dieser Zeit überholte Hansa seine Konkurrenten. 
Durch die Probleme, die der Weltkrieg mit sich brachte, mussten schon bald einige Marken fusionieren. Hansa übernahm die Dortmunder Bergschlösschen-Brauerei, das Martener Brauhaus, eine Brauerei aus dem Münsterland und drei aus dem Sauerland. Die darauffolgenden 1920er Jahre überstand das Unternehmen gut, jedoch traf es die Wirtschaftskrise der 1930er Jahre ebenfalls stark. Aber auch diese Zeit überstand die Brauerei, und ihr wurde 1935 auf der Weltausstellung in Brüssel ein Grand Prix verliehen. Während des Zweiten Weltkriegs waren die Arbeitskräfte aufgrund des Wehrdienstes knapp, und es wurden teilweise Kriegsgefangene als Arbeiter eingesetzt. Wieder fiel der Absatz, aber das Unternehmen konnte sich durch eine Kooperation mit der Sinalco AG über Wasser halten. 
Am 7. November 1945 erlitt Direktor Heller einen schweren Verkehrsunfall, an dessen Folgen der 73-Jährige zwei Tage später starb. Von da an übernahm sein Bruder Hermann Heller die Brauerei. Dieser hatte den Posten bis 1959 inne, danach übergab er die Direktion und wechselte in den Aufsichtsrat. Im Jahr seines Todes, 1971, betrug die Produktion rund 800.000 Hektoliter. In diesem Jahr übernahm auch die Dortmunder Actien-Brauerei die Aktienmehrheit des Unternehmens.
2006 wurde auf dem ehemaligen Braugelände das Brauereimuseum errichtet. Schließlich wurde das Hansa-Pils 2008 mit einer Goldprämie der DLG für die Bierqualität ausgezeichnet.

## Marke
Die Marke ist an die ursprüngliche Hansestadt Dortmund angelehnt und eine der wenigen Marken, die „Hansa“ im Namen führen dürfen.

## Hansa-Pils im Fernsehen/Kino
In seinen Filmen ist Comedian Axel Stein häufig mit Hansa-Bierdosen zu sehen, was weiter zur Popularität des Bieres beigetragen hat.
In Filmen, die im Ruhrgebiet spielen, tauchen häufig Hansa-Bierdosen auf, so beispielsweise in Doppelpack, Bang Boom Bang oder Was nicht passt, wird passend gemacht.
Die Marke Hansa wurde außerdem mehrmals in der Late-Night-Show von Harald Schmidt persifliert, vornehmlich in Witzen des Moderators über die Soldaten der Bundeswehr, denen nachgesagt wird, eine große – wenn nicht die größte – Zielgruppe der Billigmarke Hansa zu sein.

## Hansa-Pils in der Punk-Szene
Hansa-Pils ist in der Punk- und Skinheadszene sehr beliebt. Auf dem Cover des Punkrock-Samplers Es lebe der Punk 6 werden beispielsweise mehrere Dosen Hansa-Pils getrunken, und auf dem Cover des Debüt-Albums Schmutzige Zeiten der Band Daily Terror aus dem Jahr 1982 wird eine Dose Hansa-Pils gezeigt. Auch die kabarettistische Punkrockband Heiter bis Wolkig bezog sich häufig auf die Popularität dieser Biermarke in der Punkszene.

## „Komm in Fahrt mit Hansa-Pils“
Der Komponist und Musikproduzent Christian Bruhn widmete dem Bier eine Zeile in seinem Lied Komm In Fahrt. Die letzte Zeile des Songs lautet „Komm in Fahrt, mit Hansa-Pils“.

## Hansa-Pils in der Popkultur des 21. Jahrhunderts
Die Dortmunder Rock-Alternative Band Tonkontrolle veröffentlichte 2020 das Album Herbe, in dem das Hansa-Pils eine große Rolle spielt.

## Werbetext
Hans A.: Hauptsache Hansa. Alles andere ist euer Bier. Dieser Text befand sich bis zur Überarbeitung des Verpackungs-Designs als Beschriftung auf den Dosen.